# Album (boek)

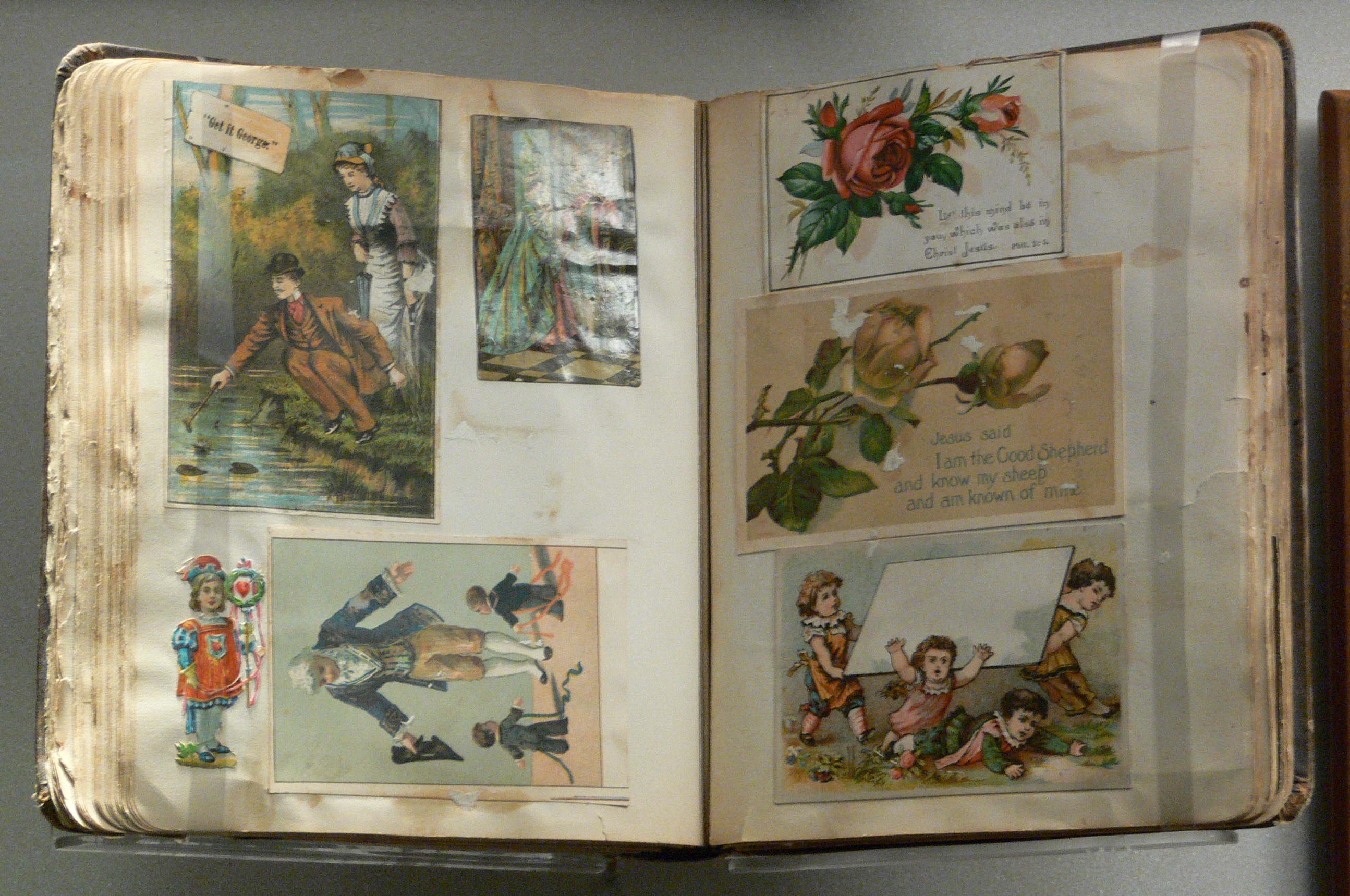
Een plakboek

Een album is een verzamelband. Het woord komt uit het Latijn en betekent "wit", als verwijzing naar een boek met lege (witte) bladzijden om in te schrijven of in te plakken, zoals een plakboek, poesiealbum of fotoalbum.

## Plaatjesalbum
Een bijzondere vorm is het plaatjesalbum, waarin in principe enkel de tekst is voorgedrukt. Voor de afbeeldingen zijn kaders voorzien, waarin de bezitter plaatjes moet kleven die verzameld worden en vaak bij producten worden bijgegeven. Bekende voorbeelden zijn:
- de Verkade-albums. - Deze verzamelbanden werden op initiatief van de firma Verkade te Zaandam vanaf 1906 uitgegeven. Men kon lezen over de Nederlandse natuur en bijbehorende plaatjes inplakken. Dr. Jac. P. Thijsse beschreef de Nederlandse flora en fauna zo boeiend, dat de jaargetijdenalbums Lente, Zomer, Herfst en Winter meermalen werden herdrukt. Later werden albums gemaakt over biotopen en natuurgebieden, zoals Het Naardermeer. De bij de Verkadeproducten geleverde plaatjes werden onder andere door belangrijke grafici en schilders als L.W.R. Wenckebach (pentekeningen), Jan van Oort en Jan Voerman jr. voorbereid.
- de Tiktak-albums. - Deze verzamelbanden waren gebaseerd op het succes van de Verkade-albums en volgens een vergelijkbaar schema opgebouwd, dat wil zeggen een tekst over natuur met bijbehorende nog in te plakken plaatjes. De plaatjes kon men enkel bekomen door koffie of thee van het merk Tiktak te kopen. De Tiktak-albums verschenen tussen 1921 en 1939.

## Stripboeken
Omdat stripverhalen meestal eerst als feuilleton werden gepubliceerd, worden ook stripboeken aangeduid als albums.

## Andere albums
- Een fotoverzameling wordt vaak in fotoalbums geplakt.
- Hetzelfde geldt voor een verzameling postzegels.